# Arrastre de piedra

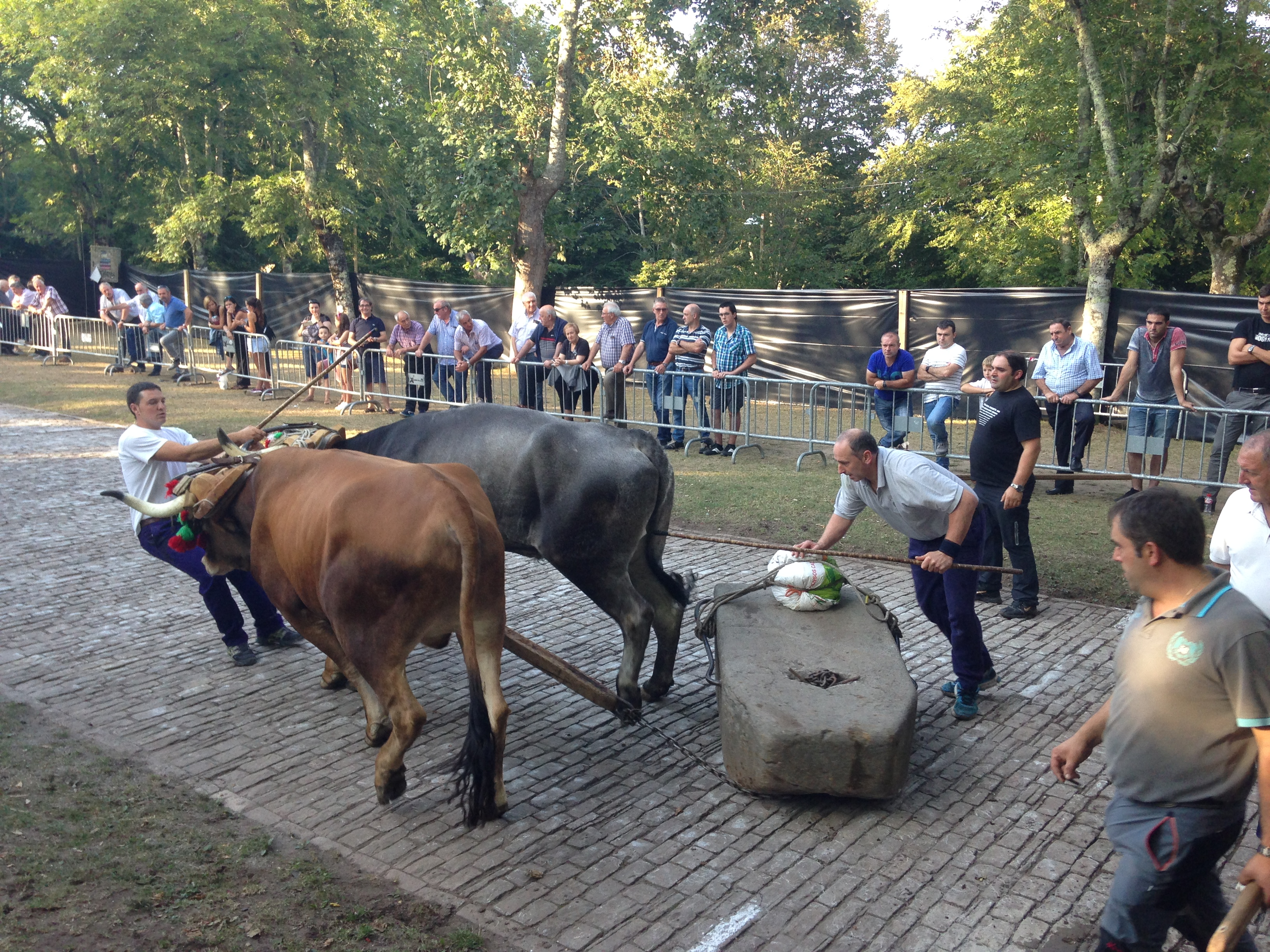
Prueba de arrastre de piedra.

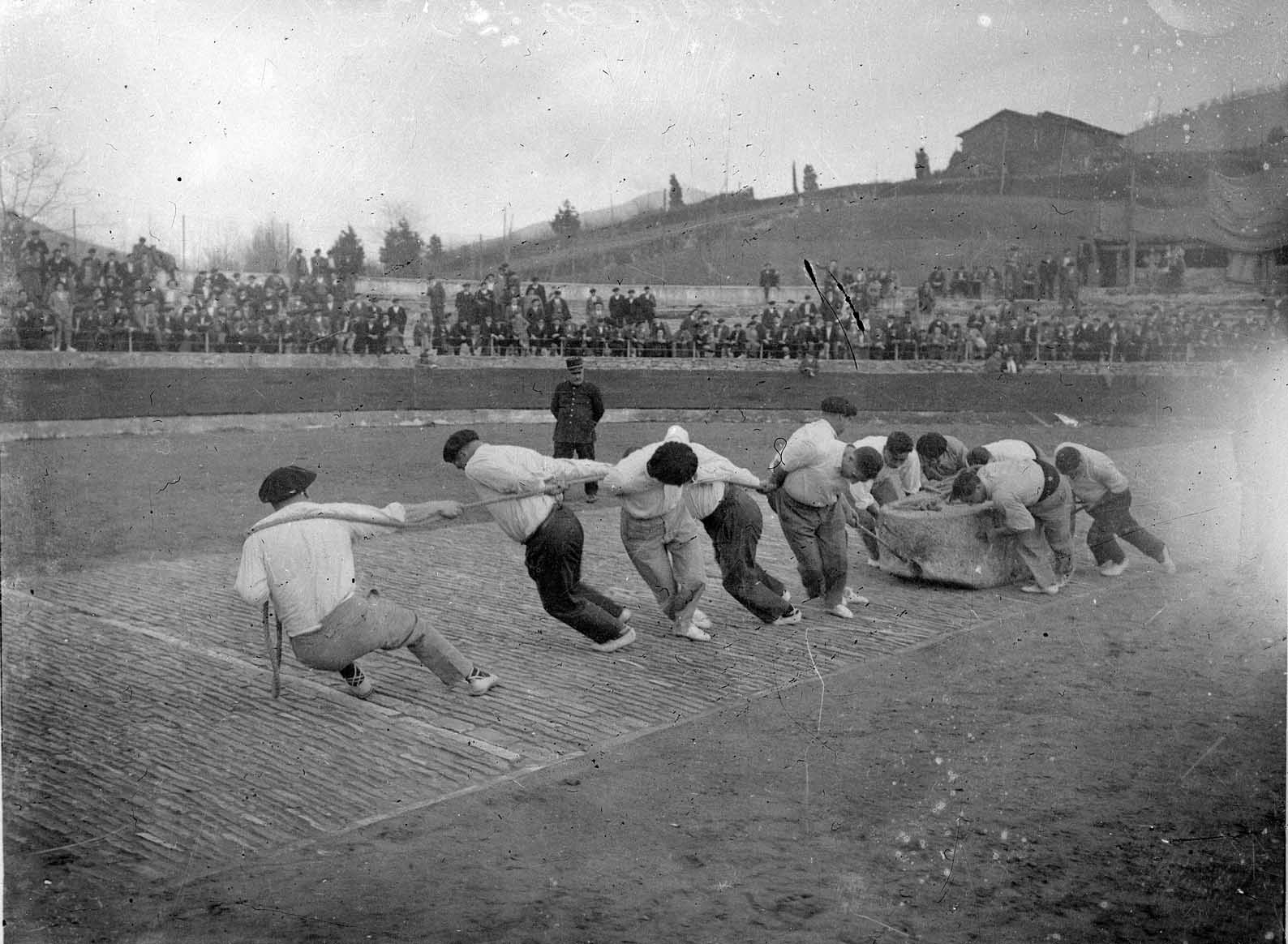
Gizon probak en Éibar en 1940. Fotografía de Indalecio Ojanguren

El arrastre de piedra es un deporte rural muy extendido en Cantabria, el País Vasco y Navarra (España y Francia) y zonas de Castilla y León, especialmente en la modalidad de arrastre de piedra por bueyes (en euskera idi-dema o idi proba), aunque también se celebran competiciones de arrastre de piedra por hombres (gizon proba), por burros (asto-proba), por mulas (mando-proba) o por caballos (zaldi-proba).

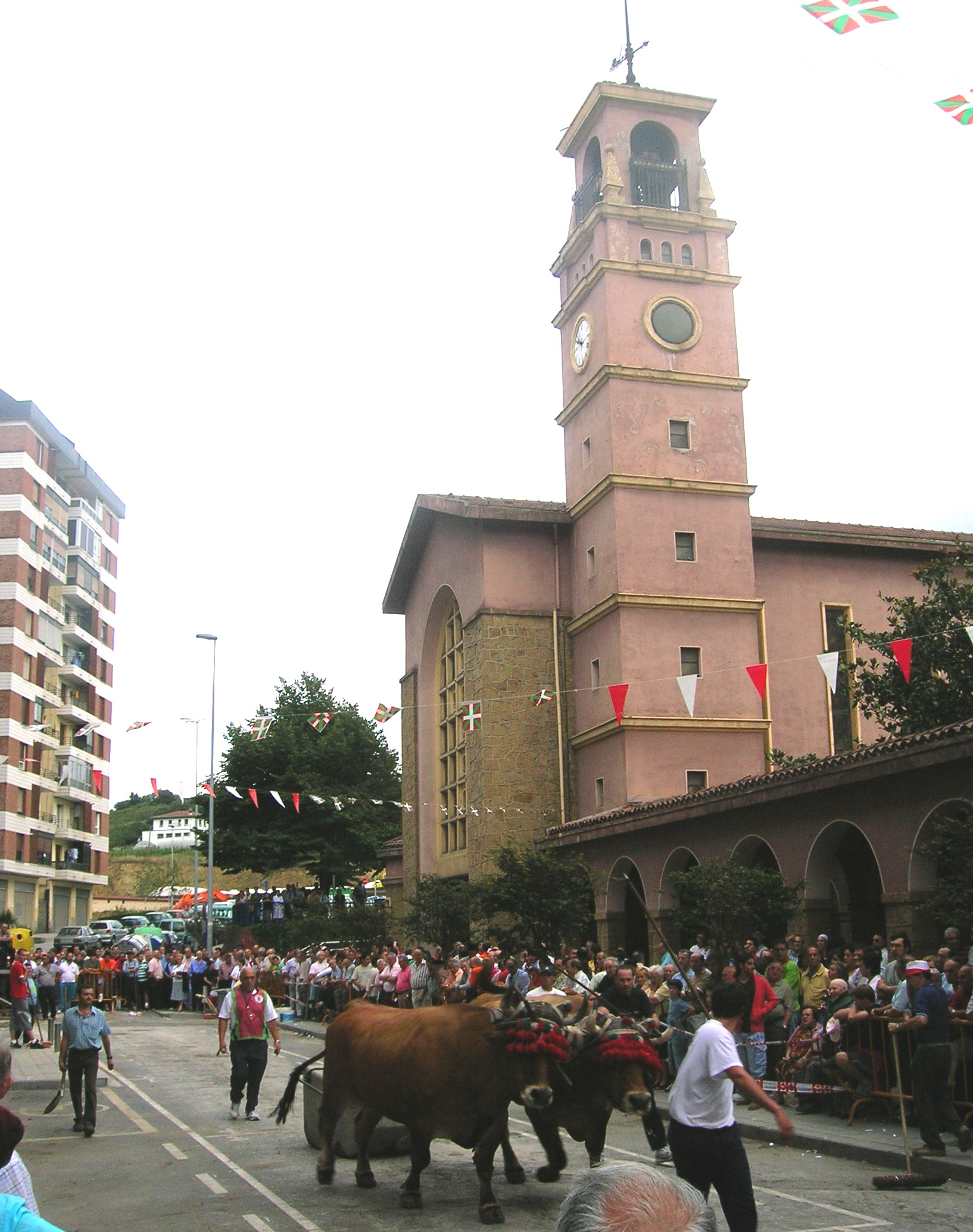
Idi probak en Astrabudua (Erandio) en 2006.

## Arrastre de piedra por bueyes
El arrastre de piedra por bueyes es un deporte en el que una yunta de bueyes guiada por un yuntero (idi probalari) debe arrastrar por una plaza o recinto acondicionado al efecto, una piedra que puede tener un peso variable entre 1500 kg. y 4000 kg. Vence aquel yuntero que logra que sus bueyes recorran una mayor distancia en un tiempo prefijado de antemano. En algunas ocasiones los animales pueden llegar a morir. A pesar de ello esta práctica no es considerada maltrato animal a nivel legal. 

### Origen

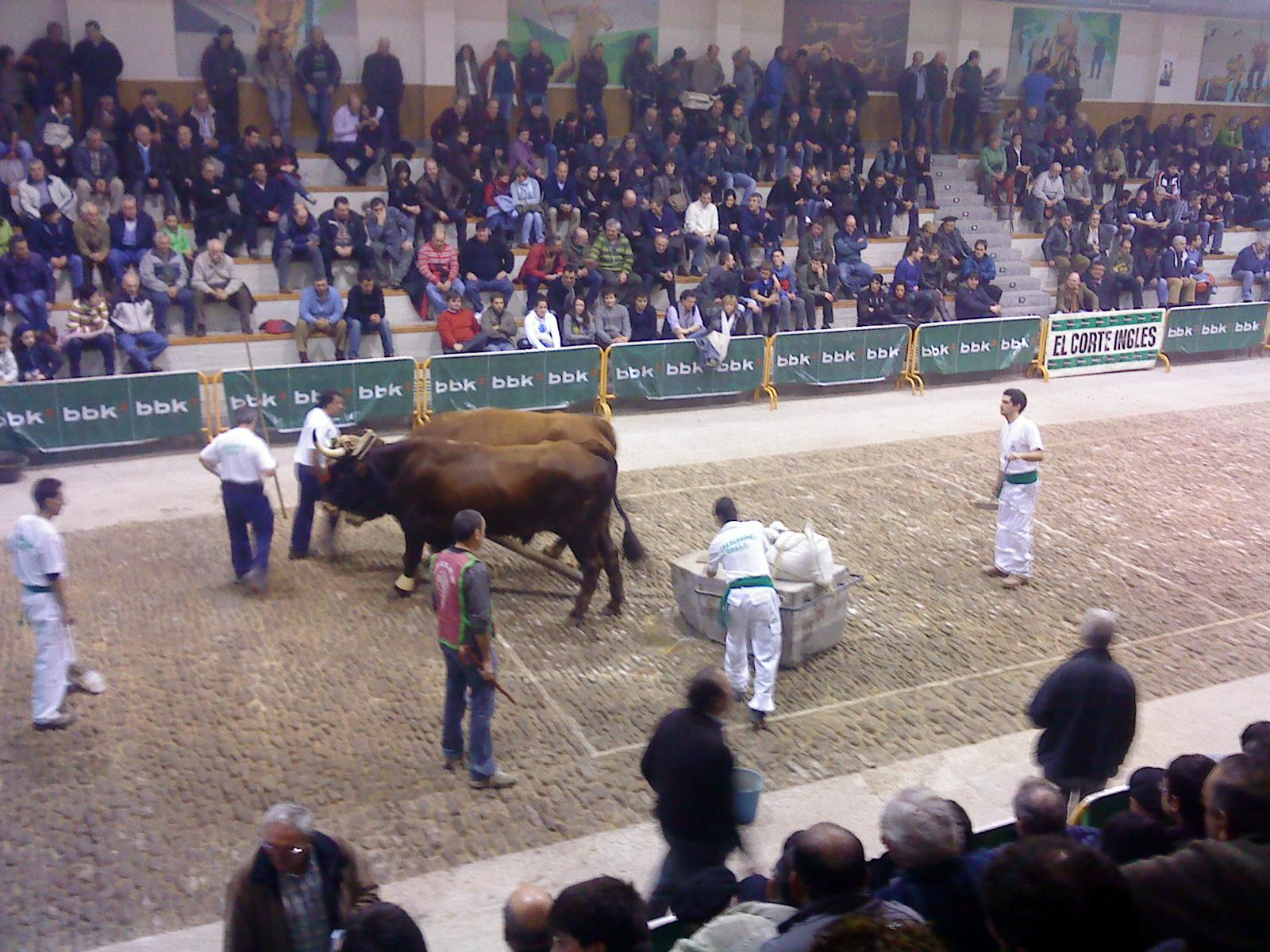
Arrastre de piedra en la feria de San Blas de Abadiano (Vizcaya).

Los bueyes han sido utilizados como animales de tiro en los caseríos vascos durante muchos años, debido a que estos animales se adaptaban mejor a la orografía que las mulas o caballos. 
El origen de estas pruebas podría ser el trabajo en las canteras, donde las piedras obtenidas en las voladuras eran trabajadas bastamente in situ, para después ser arrastradas por bueyes hasta el lugar desde donde se iban a transportar. Como en tantos otros deportes rurales, el trabajo se hizo competición.
Antiguamente se enfrentaban los propietarios de los bueyes apostando grandes sumas de dinero, tierras, ganado... Hoy en día los propietarios participan en exhibiciones en las fiestas populares o en competiciones regionales en las que se sigue moviendo mucho dinero.

### Los bueyes
Los toros son capados antes del año de edad. Normalmente, los caseros vascos los adquieren ya inutilizados para la procreación.
El peso del buey utilizado en las pruebas de arrastre puede variar entre 500 y 700 kilos, estableciéndose en algunos casos una sobrecarga en la piedra en función del peso del animal.
Junto a los trabajos del caserío, al buey de competición se le hace andar por el monte diariamente. De vez en cuando se hace una prueba de arrastre para que el buey no pierda el hábito.

### La piedra

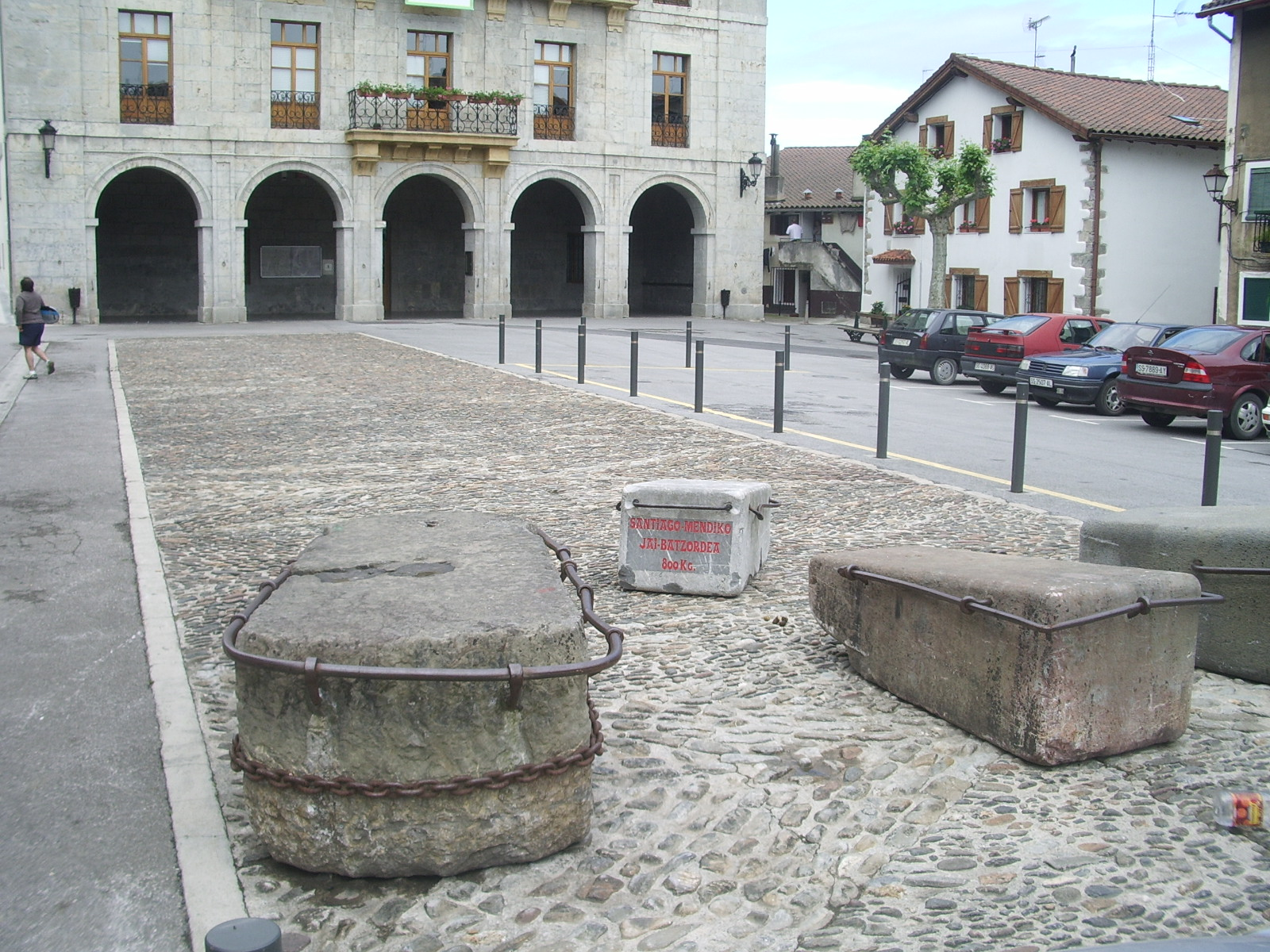
Diferentes tipos de piedras en la plaza del pueblo de Astigarraga (Guipúzcoa).

La forma de las piedras es rectangular, ligeramente más estrechas en su cara anterior, en la que se ha labrado un orificio para el enganche de la cadena. Su peso varía mucho, oscilando entre 1.500 y los 4.000 kilos. Por ejemplo, la piedra de Tolosa pesa 4.000 kilos, la de Guernica 4.500 y la de Munguía 4.700. En el probadero municipal de Berriatúa existe una de 5.250 kilos, que no se corre desde 1950.
En los desafíos es más frecuente el empleo de piedras grandes. En los concursos se elige piedra más pequeña ganando el espectáculo en vistosidad al hacerse el recorrido más rápido. Suele ser habitual que las piedras estén expuestas en las plazas públicas y formen parte del mobiliario urbano.

### La plaza
La piedra es arrastrada por un piso formado por cantos rodados, ya que la irregularidad del firme evita que los bueyes resbalen continuamente. 
La longitud de las plazas varía según las localidades, oscilando entre 22 y 28 metros.
Antiguamente las pruebas se desarrollaban en una calle o plaza del pueblo de características adecuadas. Hoy en día los desafíos van dando paso a los concursos y campeonatos. Ya no son dos yuntas las que optan a los premios, sino varias parejas. Se requiere entonces lugares especialmente dotados para el acomodo del público, como plazas de toros, frontones cubiertos, o recintos específicos para estas pruebas (llamados probaleku).

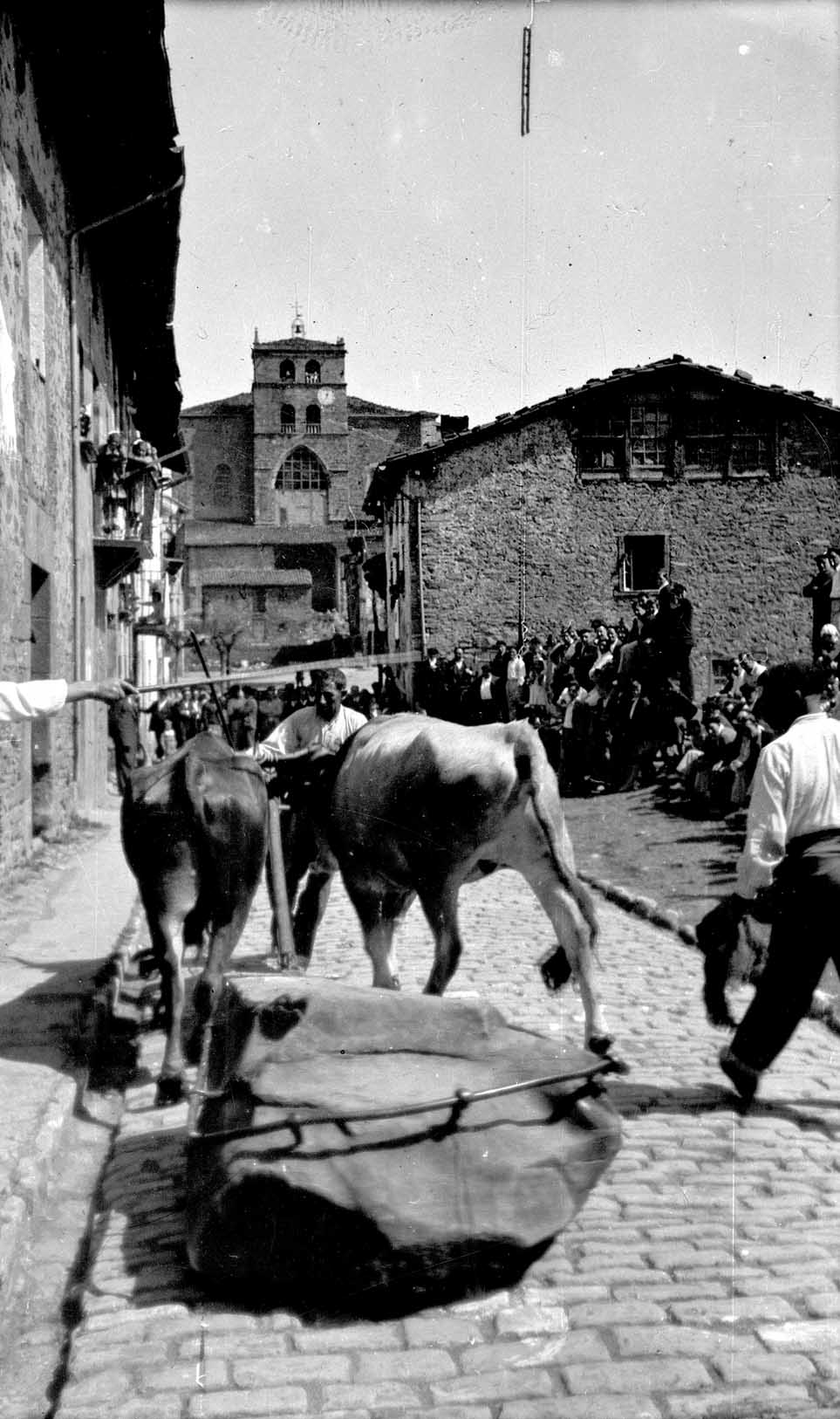
Prueba de arrastre de piedra el 25 de abril de 1944 en Elgueta (Guipúzcoa). Fotografía: Indalecio Ojanguren

### Los arreadores o akullaris
El buey solitario, o la yunta, es ayudada y espoleada por los arreadores. Su número depende de las condiciones fijadas en la apuesta o, en los concursos, de lo que señale el reglamento. Sus métodos se han suavizado sensiblemente con la adopción de medidas encaminadas a evitar el maltrato animal. En euskera se les conoce como akullaris, por la vara o akullu que emplean.

### La prueba
Consiste en hacer más plazas en un tiempo dado. Para la fijación de las condiciones de la apuesta o concurso es importante el peso de los bueyes. Cuando una yunta sobrepasa el peso tope permitido (fijado alrededor de los 1.100 kilos) la piedra recibe una sobrecarga de kilo y medio por cada kilo de sobrepeso.
El juez procede al sorteo de tandas. La orden de salida se da con silbato.
El boyero y arreadores procuran dosificar el esfuerzo de los bueyes sin agotarlos desde el comienzo. Tratarán también de que la piedra no se detenga a media plaza porque el esfuerzo es mayor en la arrancada inicial. Y, sobre todo, han de evitar que la piedra se salga de la raya que señala la anchura de la plaza, pues han de volver la piedra al límite donde fue cometida la falta.
Una vez transcurrido el tiempo establecido (normalmente 30 minutos) los jueces proceden a medir la distancia recorrida que se da en plazas, cintas y centímetros.
Las pruebas suelen ser, atendiendo al número de bueyes participantes, en solitario o por parejas.

### La polémica
La competitividad entre carreteros y las apuestas favorecieron la llegada de las sustancias dopantes a las pruebas, lo que, unido al hostigamiento que sufrían los animales por parte de los azuzadores para aumentar su rendimiento, llevó a endurecer la reglamentación. 
Así, en Vizcaya se establecieron controles antidopaje en 1997. En el 2005, además, se aprobó un nuevo decreto foral que establecía las sanciones y creaba la figura del veterinario oficial, encargado de la supervisión de las pruebas.

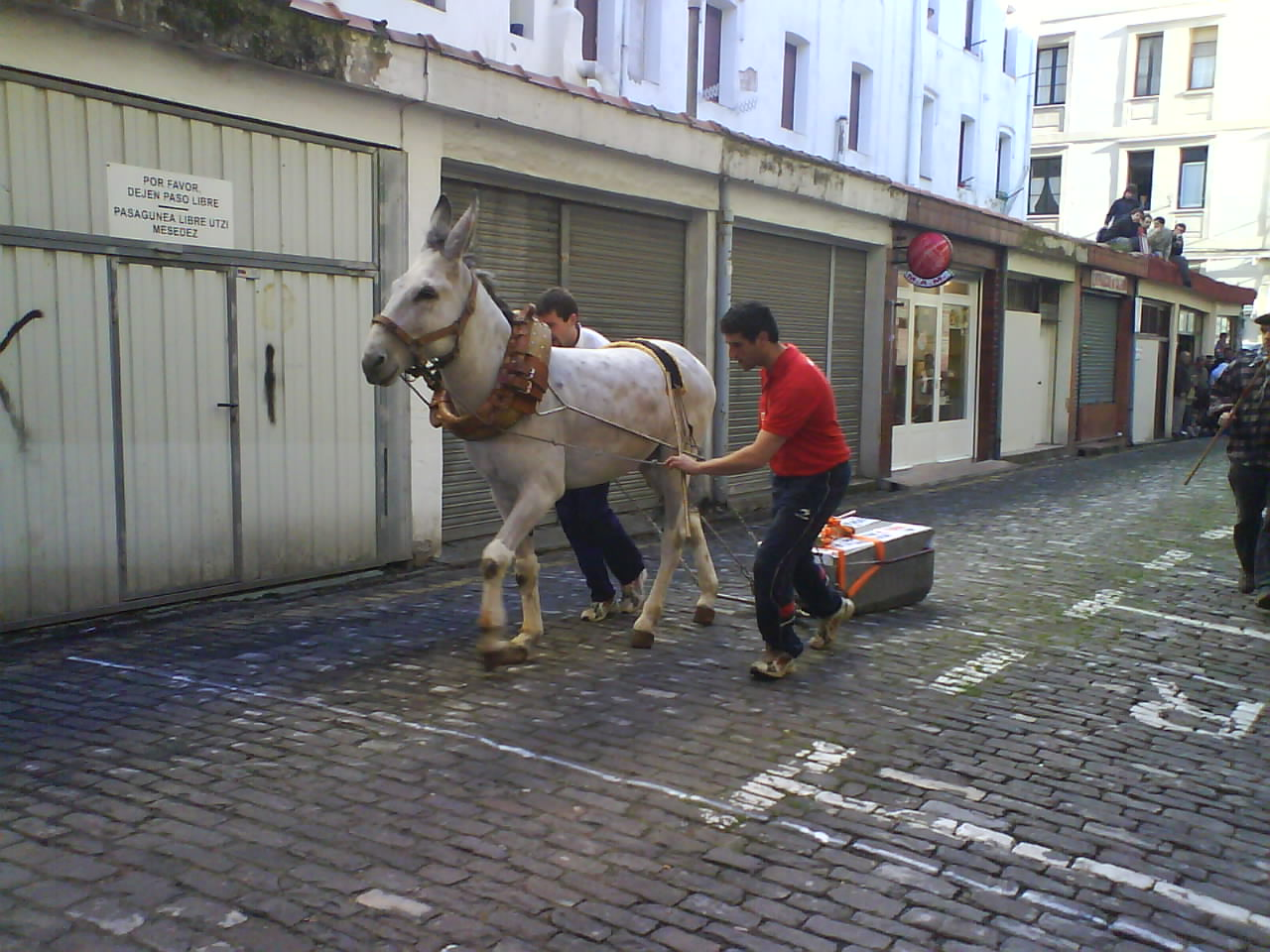
Arrastre de piedra por burro (asto-proba) en San Sebastián.

Si bien en el 2005 no se detectó ningún positivo en Vizcaya, en el 2006 se han dado 4 casos, y se han suspendido dos pruebas por maltrato.

## Otras especialidades
- Arrastre de piedra por burros (asto-proba): las piedras son arrastradas con ayuda de burros.
- Arrastre de piedra por caballos (zaldi-proba): las piedras son arrastradas con ayuda de caballos.
- Arrastre de piedra por hombres (gizon proba). las piedras se arrastran por cuadrillas de probalaris sin ninguna ayuda de fuerza animal.